# Самора, Эсекиель
Самора Эсекиель (1817—1860) — народный герой Венесуэлы. С конца 1840-х гг. лидер демократического крыла партии либералов. Самора отстаивал принципы национального суверенитета, демократии и эгалитаризма, осуществление которых связывал с созданием федерального государства. 
В 1846 году Самора, будучи кандидатом Либеральной партии, в результате обвинений в нарушениях был отстранён от участия в выборах. Эсекиель Самора начал военное сопротивление, поддержав народное восстание, но был захвачен 26 марта 1847 года и приговорён к смертной казни. Приговор был заменён заключением, поскольку президент Хосе Тадео Монагас решил отменить смертную казнь за политические преступления.
В феврале 1859 года Самора возглавил народное восстание, явившееся началом гражданской войны в Венесуэле, известной под названием Федеральной войны (1859—1863). Руководимые им войска одержали ряд побед над консерваторами. Но 10 января 1860 года Самора умер от пулевого ранения в голову во время подготовки атаки в очередной битве.
В родном Куа установлены памятники в честь Саморы. В 1872 году его прах перенесён в Национальный пантеон Венесуэлы в Каракасе.